# Kraszewice (gemeente)
De gemeente Kraszewice is een landgemeente in het Poolse woiwodschap Groot-Polen, in powiat Ostrzeszowski.
De zetel van de gemeente is in Kraszewice.
Op 30 juni 2004 telde de gemeente 3651 inwoners.

## Oppervlakte gegevens
In 2002 bedroeg de totale oppervlakte van gemeente Kraszewice 75,11 km², waarvan:
- agrarisch gebied: 59%
- bossen: 34%

De gemeente beslaat 9,72% van de totale oppervlakte van de powiat.

## Demografie
Stand op 30 juni 2004:
| Omschrijving                   | Totaal | Totaal | Vrouwen | Vrouwen | Mannen | Mannen |
| ------------------------------ | ------ | ------ | ------- | ------- | ------ | ------ |
| eenheid                        | aantal | %      | aantal  | %       | aantal | %      |
| inwoners                       | 3651   | 100    | 1832    | 50,2    | 1819   | 49,8   |
| bevolkingsdichtheid (inw./km²) | 48,6   | 48,6   | 24,4    | 24,4    | 24,2   | 24,2   |

In 2002 bedroeg het gemiddelde inkomen per inwoner 1594,39 zł.

## Administratieve plaatsen (sołectwo)
Głuszyna, Jaźwiny, Jelenie (2 sołectwo), Kraszewice (Kraszewice-A - 2 sołectwa en sołectwo Kraszewice-B), Kuźnica Grabowska, Mączniki, Racławice, Renta.

## Aangrenzende gemeenten
Brzeziny, Czajków, Grabów nad Prosną, Sieroszewice